# Salon Kiekkohait
Salon Kiekkohait ist ein 2009 gegründeter finnischer Eishockeyklub aus Salo. Die Mannschaft spielt in der III-divisioona und trägt ihre Heimspiele in der SSO-Halli aus.

## Geschichte
Der Verein wurde 2009 gegründet. Die Mannschaft trat erstmals überregional in Erscheinung, als sie in der Saison 2010/11 den Aufstieg aus der viertklassigen II-divisioona in die drittklassige Suomi-sarja erreichte. In der folgenden Spielzeit erreichte die Mannschaft erst in der Relegation den Klassenerhalt.